# اس‌ام یو-۱۰۴
اس‌ام یو-۱۰۴ (به انگلیسی: SM U-104) یک زیردریایی بود که طول آن ۷۰٫۶۰ متر (۲۳۱٫۶ فوت) بود. این زیردریایی در سال ۱۹۱۷ ساخته شد.